# Interleukin 12
Interleukin 12 är ett cytokin som är en viktig signalmolekyl i immunförsvaret. Den utsöndras av makrofager som svar på antigen och stimulerar NK-celler och T-celler att producera bland annat interferoner.